# Coutances
Coutances település Franciaországban, Manche megyében. Lakosainak száma 8372 fő (2022. január 1.). Coutances Monthuchon, Bricqueville-la-Blouette, Cambernon, Courcy, Gratot, Nicorps és Saint-Pierre-de-Coutances községekkel határos.

## Népesség
A település népességének változása:
| Lakosok száma | 9061 | 9930 | 9715 | 9518 | 8951 | 8688 | 8501 | 8408 | 8380 | 8372 |
|               | 1968 | 1982 | 1990 | 2006 | 2013 | 2015 | 2017 | 2019 | 2020 | 2022 |